# Pfarrhaus Klosterberg (Hohenwart)

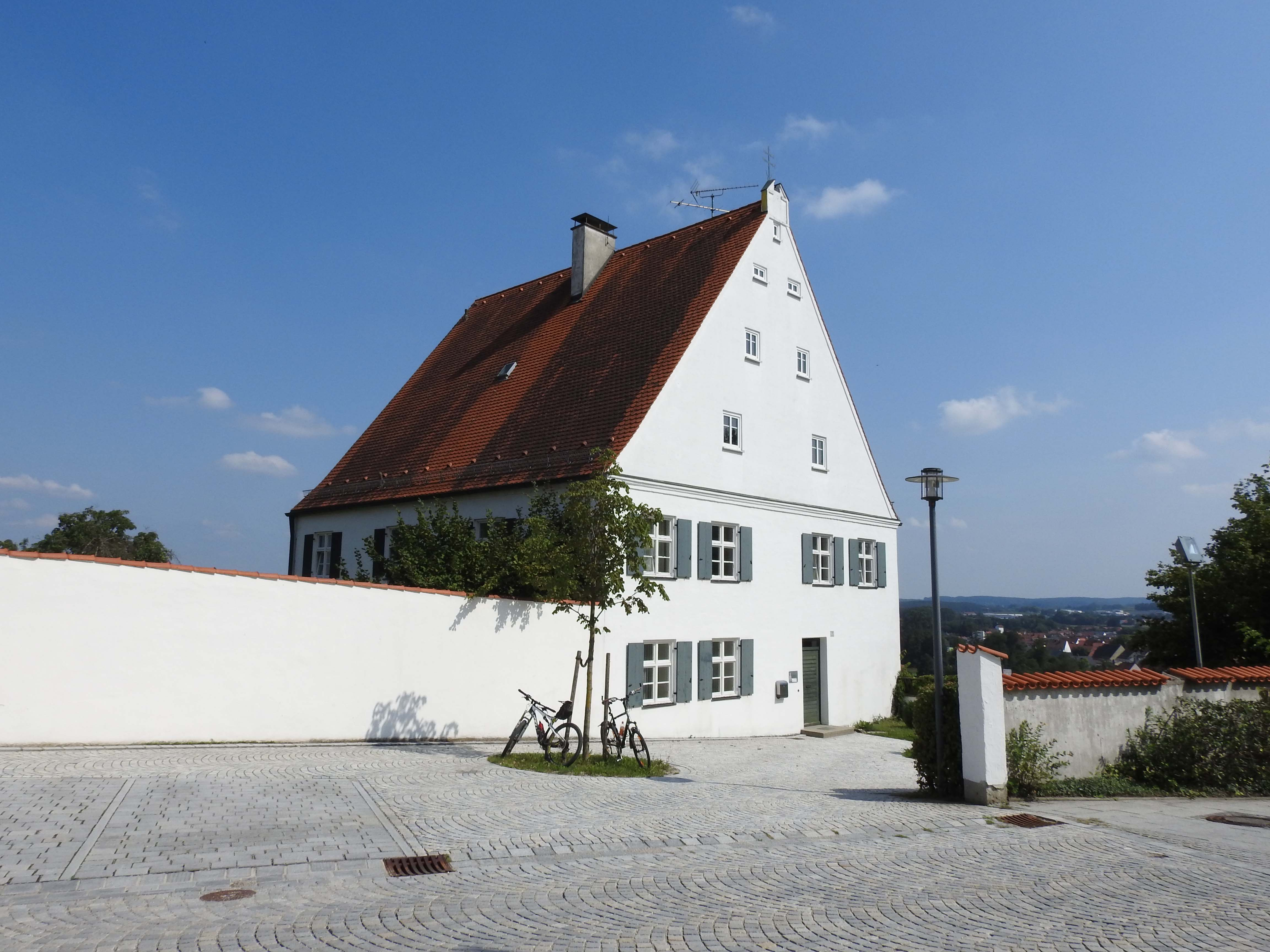
Pfarrhaus in Klosterberg

Das Pfarrhaus in Klosterberg, einem Gemeindeteil von Hohenwart im oberbayerischen Landkreis Pfaffenhofen an der Ilm, wurde Anfang des 18. Jahrhunderts errichtet. Das Pfarrhaus an der Richildisstraße 11 gehört zu den geschützten Baudenkmälern in Bayern.
Der zweigeschossige, giebelständige Steilsatteldachbau mit Scheitelzinne besitzt vier zu zwei Fensterachsen. Die Einfriedung aus verputztem Steinmauerwerk stammt wohl aus dem 18./19. Jahrhundert.